# Echinopodium minor
Echinopodium minor är en tvåvingeart som beskrevs av Duret 1975. Echinopodium minor ingår i släktet Echinopodium och familjen svampmyggor. Inga underarter finns listade i Catalogue of Life.